# Stabilimentum

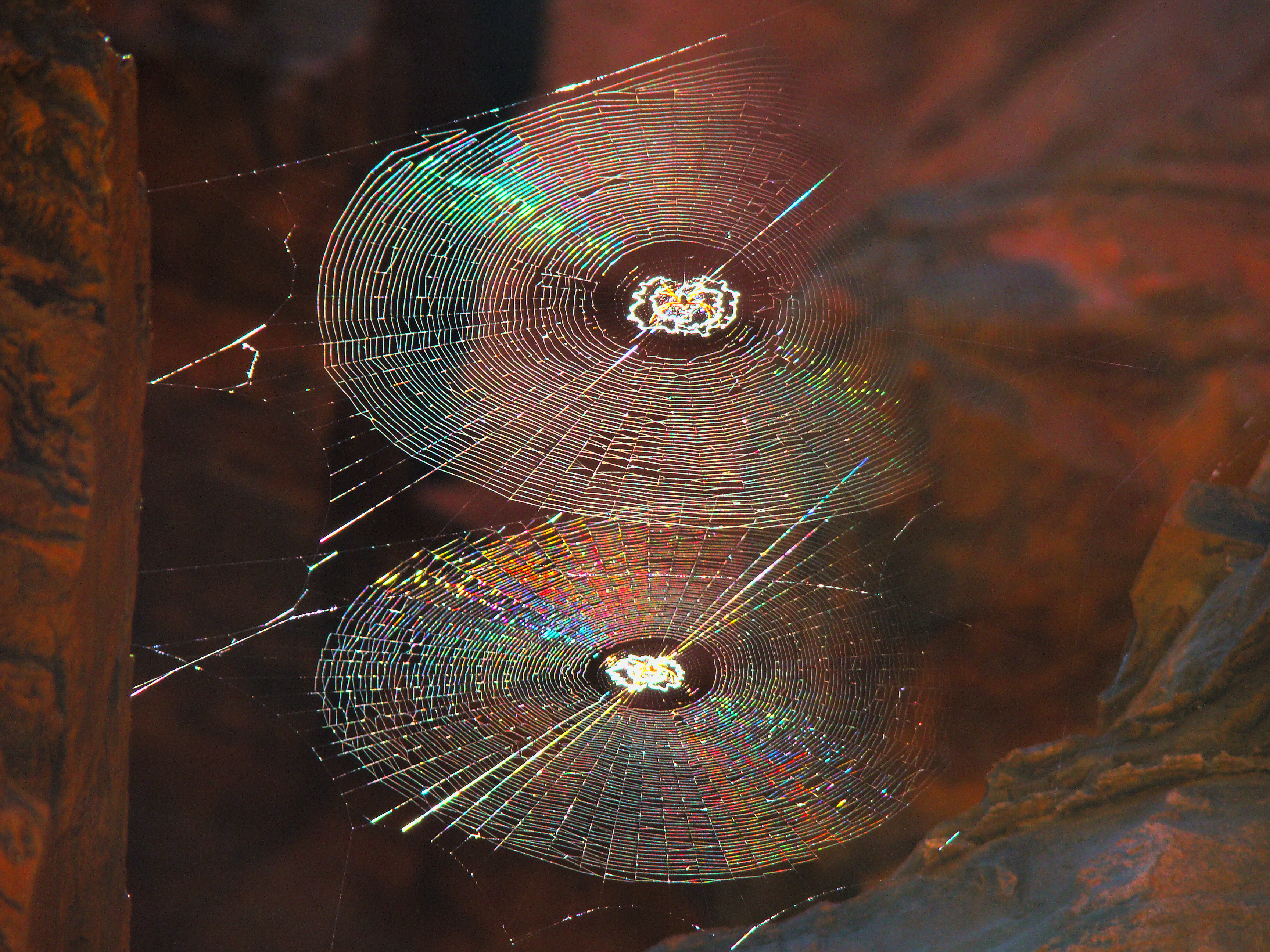
Dvě kruhové pavučiny se stabilimentem uprostřed

Stabilimentum je silný pásek vláken ve středu či nad nebo pod středem pavoučí sítě, charakteristický např. pro síť křižáka pruhovaného.

## Tvary a funkce

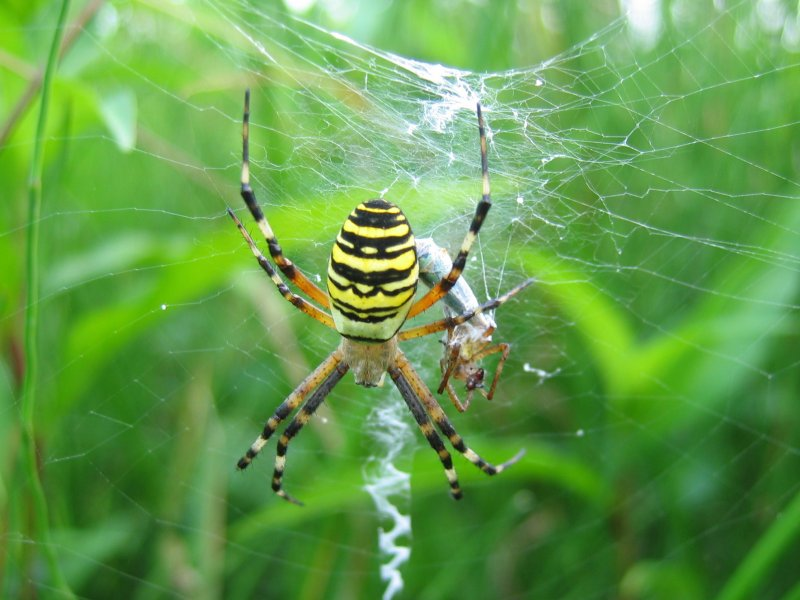
Křižák pruhovaný v pavučině, ve které je zřetelné stabilimentum

Nejčastěji je to silný, svislý, cikcakový pásek vláken nad nebo pod středem pavoučí sítě. Jsou známé ale i jiné tvary stabilimentů. Například existují kruhovitě uspořádané cikcakové pásky okolo středu sítě (hlavně u mladých pavouků), jen jeden pásek směrem dolů nebo zcela chybějící pásek. Tato nenormální či chybějící stabilimenta ukazují na to, že jejich původně předpokládaná stabilizační funkce není primární. Také domněnka, že se jedná o něco jako maskování sítě, není potvrzená. Podle současných výzkumů se soudí, že toto vlákno velmi výrazně odráží ultrafialové světlo, takže pavučina připomíná hmyzu květ.
Podle Andre Waltera a Marka Elgara jsou stabilimenta důmyslnou metodou ochrany pavučiny. Jsou totiž dobře viditelná pro větší tvory, kteří se jim vyhnou a tudíž pavučinu nepoškodí.

## Vlivy na stavbu stabiliment
Výzkumy ukazují, že stavba stabilimenta bývá ovlivněna buď chemickou kontaminací životního prostoru nebo věkem a pohlavím pavouka. Samci před dosažením pohlavní zralosti převážně tkají běžný svislý, cikcakový pásek nad a pod středem sítě, ale také cirkulární pásky okolo středu sítě. Zdá se, že samci od září či října tkají už jen jednoramenné cikcakové pásky směrem dolů. Samice křižáka pruhovaného rovněž většinou zakládají známý svislý pásek, mohou ale přes celý rok tkát i kruhová stabilimenta. Byly pozorovány dokonce i kombinace kruhových a svislých stabiliment.
Walter a Elgar uvádějí, že při pokusech s pavoukem Argiope keyserlingi pavouk na malá poškození pavučiny nereagoval, větší opravoval a na opakovaná větší poškození zareagoval tvorbou větších stabiliment.